# فیتویل (جورجیا)
فیتویل، جورجیا (به انگلیسی: Fayetteville, Georgia) شهری در ایالات متحده آمریکا با جمعیت ۱۵٬۹۴۵ نفر است که در ایالت جورجیا واقع شده‌است.

## موقعیت جغرافیایی
موقعیت جغرافیایی شهرها و مناطق اطراف به شرح زیر است: